# Sabino Ucelayeta y Mendizábal
Sabino Ucelayeta y Mendizábal (Tolosa, 1858) fue un  médico y político español alcalde provisional de San Sebastián y vicepresidente de la Liga Foral Autonomista de Guipúzcoa. Como médico destacó como propulsor del Balneario de Cestona.

## Biografía
Nació en Tolosa, provincia de Guipúzcoa en 1858. Tras licenciarse en medicina en la Universidad de Madrid se instaló en San Sebastián donde desarrolló su actividad. 
Como médico destacó como propulsor del Balneario de Cestona.
En 1885 participó en la epidemia de cólera  recorriendo en misión sanitaria la costa guipuzcoana y vizcaína con los médicos Oroquieta y Luis Alzúa.
En 1886 impulsó una comisión para obtener fondos para el Instituto Pasteur, junto a sus compañeros José Ramón Sagastume y Galo Aristizabal y en  1898 fue presidente de la Cruz Roja de San Sebastián.
En el ámbito político participó en la corporación donostiarra llegando a ser alcalde provisional de San Sebastián creando en 1925  Radio San Sebastián.
Como apasionado del mundo de los toros, fue durante muchos años presidente de la empresa de la Nueva Plaza de Toros del Chofre.